# Bakkasundbroen
Bakkasundbroen er en cantileverbro på fylkesvej 153 i Austevoll kommune i Vestland fylke i Norge. Broen krydser Navøyosen mellem Navøy og Spissøy, som en del af vejforbindelsen mellem Hundvåko og Storekalsøy. Broen er 342,5 meter lang, med længste spænd på 173 meter. Gennemsejlingshøjden er på 20 meter, og broen har i alt 4 spænd. Den blev åbnet 16. oktober 1999.